# Pik Agasis
De Pik Agasis is een 5.877 m hoge berg in het Pamir-gebergte, in de regio Nohijahoi tobei dzjoemhoeri van Tadzjikistan.
De berg is het hoogste punt in het westen van de Peter I-keten. Met een prominentie van meer dan 1500 m is het een van de zogenaamde Ultra Prominent Peaks.